# Chelsea Girl
Chelsea Girl – debiutancki album Nico, wydany w październiku 1967. Nagrań dokonano w kwietniu i maju 1967 w nowojorskim Mayfair Sound Studios.

## Lista utworów
| 1.  | „The Fairest of the Seasons” (J. Browne, G. Copeland) | 4:06  |
|     |                                                       |       |
| 2.  | „These Days” (J. Browne)                              | 3:30  |
|     |                                                       |       |
| 3.  | „Little Sister” (J. Cale, L. Reed)                    | 4:22  |
|     |                                                       |       |
| 4.  | „Winter Song” (J. Cale)                               | 3:17  |
|     |                                                       |       |
| 5.  | „It Was a Pleasure Then” (Nico, L. Reed, J. Cale)     | 8:02  |
|     |                                                       |       |
| 6.  | „Chelsea Girls” (L. Reed, S. Morrison)                | 7:22  |
|     |                                                       |       |
| 7.  | „I'll Keep It With Mine” (B. Dylan)                   | 3:17  |
|     |                                                       |       |
| 8.  | „Somewhere There's a Feather” (J. Browne)             | 2:16  |
|     |                                                       |       |
| 9.  | „Wrap Your Troubles in Dreams” (L. Reed)              | 5:07  |
|     |                                                       |       |
| 10. | „Eulogy to Lenny Bruce” (T. Hardin)                   | 3:45  |
|     |                                                       |       |
|     |                                                       | 45:04 |
|     |                                                       |       |

## Twórcy
- Nico – śpiew
- Jackson Browne – gitara (1, 2, 7, 8, 10)
- Lou Reed – gitara (3, 5, 6, 9)
- John Cale – skrzypce, organy, gitara (3-5)
- Sterling Morrison – gitara (6, 9)
- Larry Fallon – aranż smyczków i fletów
- Tom Wilson – producent